# 坂城町立坂城中学校
坂城町立坂城中学校（さかきちょうりつ さかきちゅうがっこう）は長野県埴科郡坂城町にある中学校である、また町で唯一の中学校でもある。

## 学校データ
- 開校 - 1942年
- 住所 - 〒389-0602 長野県埴科郡坂城町大字中之条926

## 出身有名人
- 小松美羽（画家）